# Местные почты Шпицбергена

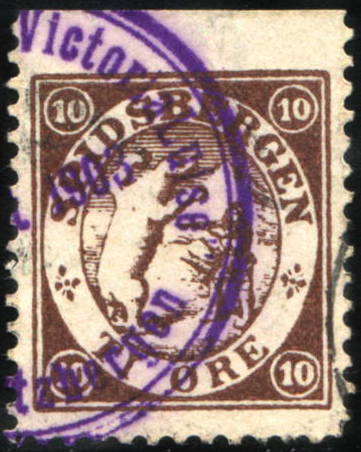
Почтовая марка частной почты компании Vesteraalens Dampskibsselskab (Шпицберген, 1896)

Местные почты Шпицбергена — две местные частные почтовые службы, которые существовали на Шпицбергене в конце XIX — начале XX веков и выпускали собственные почтовые марки.

## КомпанияVesteraalens Dampskibsselskab

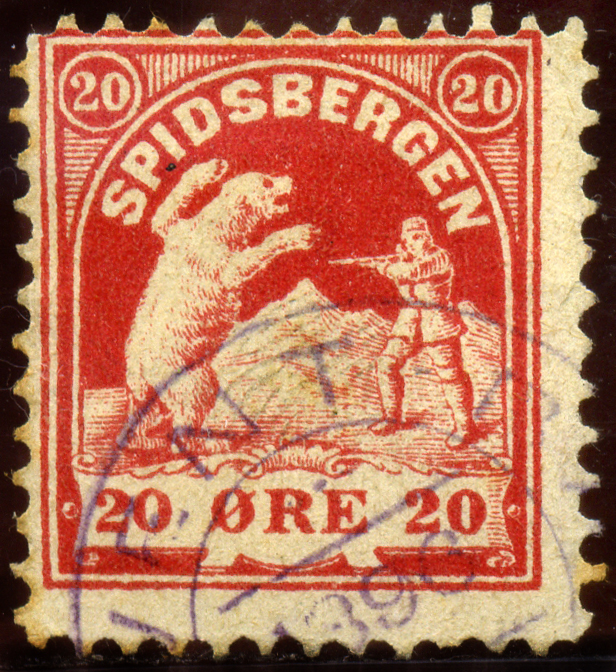
Почтовая марка частной почты компании Vesteraalens Dampskibsselskab (Шпицберген, 1896)

В 1895 году капитан Рикард Вит (1846—1930) предложил организовать еженедельный туристический маршрут от Хаммерфеста до бухты Адвен-бай Шпицбергена. В 1896 году норвежская пароходная компания Vesteraalens Dampskibsselskab открыла небольшую деревянную гостиницу в шахтёрском посёлке, расположенном в бухте Адвен-бай и носящем тоже имя. Это послужило предпосылкой для организации местной почты на Шпицбергене. В мае того же года по заказу Vesteraalens Dampskibsselskab в Норвегии были отпечатаны две марки местной почты номиналами 10 и 20 эре с изображением белого медведя, нападающего на охотника, и надписью норв. «Spidsbergen» («Шпицберген»). Автором марок был М. Гьерер из Тромсё. Эти марки применяли в качестве дополнительной франкировки, сверх которой, для оформления почтовой операции, полагалось клеить на почтовое отправление марку Норвегии.
Для продажи и гашения марок при гостинице было открыто специальное почтовое отделение. Марки гасились штемпелем синего или фиолетового цветов с надписью по кругу «ADVENT BAY» и датой «1896» по центру. Второй штемпель с надписью по кругу «NORSKE ØERNE» был введён для гашения корреспонденции на борту туристического судна. Компания Vesteraalens Dampskibsselskab также выпускала почтовые конверты с напечатанной на них маркой номиналом в 20 эре.
Первое письмо с местной маркой номиналом в 20 эре, погашенной штемпелем «ADVENT BAY 1896», было отправлено из Шпицбергена в город Ларвик, куда было доставлено 11 сентября 1896 года.
Ещё один выпуск марок с рисунками на полярные темы был осуществлён «Vesteraalens Dampskibsselskab» в 1911 году. Марки частной почты Шпицбергена издавались до 1912 года. Все они печатались в Тромсё.
Помимо марок компании Vesteraalens Dampskibsselskab в период с 1896 по 1913 год выпускались различные марки с надписями: «Spitsbergen», «Spitzbergen» или «Spidsbergen» («Шпицберген»). Однако они являются различными благотворительными виньетками для уплаты добровольных взносов.

## Частная почта Баде
В 1897 году начала работу частная местная почта капитана Вильгельма Баде (1843—1903). В том же году была выпущена первая марка этой почты. На ней был изображён лыжник, сопровождаемый собакой. Вверху надпись полукругом нем. «Arctische post» («Арктическая почта»), внизу — «Cap. W. Bade», по углам обозначен номинал — 10. Марка отпечатана литографским способом в фиолетово-золотисто-чёрных цветах.
Второй выпуск марок частной почты Баде был осуществлён в 1897 году. На марках был изображён тюлень на льдине; внизу надпись — англ. «Polar Post» («Полярная почта»), вверху по углам номинал — 10. Марка синего цвета, отпечатана литографским способом.

Выпуски частной почты Баде (1897)
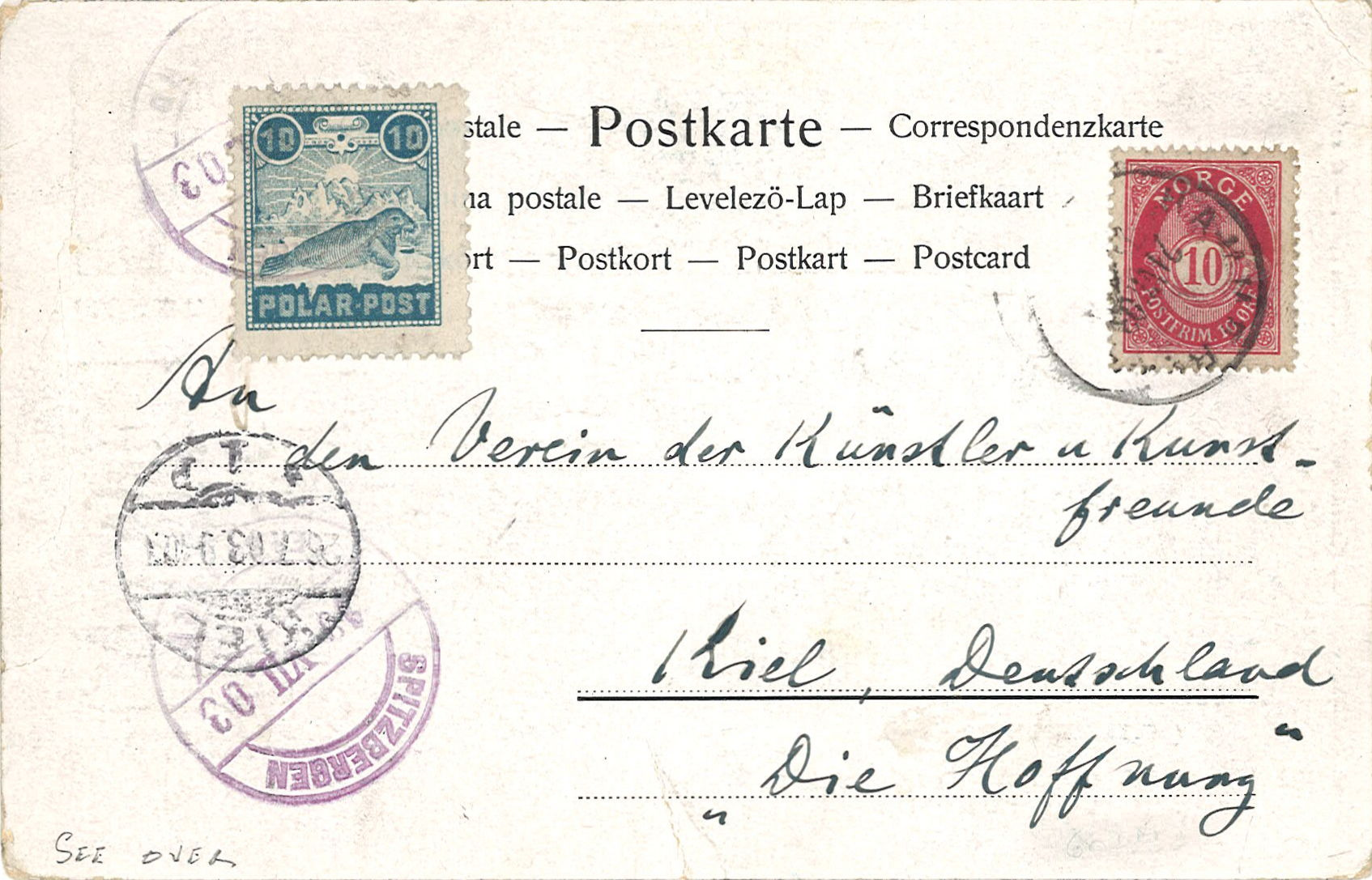
Марка «Полярной почты» («Polar Post») второго выпуска, наклеенная на почтовую карточку, которая была отправлена в 1903 году из Шпицбергена в Киль (Германия)

Марки Баде печатались в литографии немецкого города Висмар. Они выпускались до 1898 года и были в ходу эти марки только на судах, использовавшихся для рейсов на Шпицберген: «Штеттин» и «Данциг» (нем. Danzig) пароходной компании Norddeutscher Lloyd; «Эрлинг Ярл» и «Кёниг Харальд» Норвежского пароходного общества. Миниатюр каждого рисунка было изготовлено по тысяче экземпляров.
Марки гасились штемпелями синего или фиолетового цвета с обозначением географического пункта по кругу. Всего известно шесть типов этих штемпелей: «Шпицберген — Северное побережье»; «Шпицберген — Смеренбург»; «Шпицберген — Магдаленен-Бай»; «Шпицберген — Айсфорд»; «Медвежий остров Северного Ледовитого океана»; «Северный Ледовитый океан — 80° северной широты».
Почта Баде выпускала также иллюстрированные почтовые карточки с изображением ледника Смеренбург на Шпицбергене, парохода у берега и белого медведя на льдине. Под рисунком помещалась рекламная надпись: «В Норвегию, на Шпицберген и к вечным льдам с полярным путешественником В. Баде, капитаном в отставке. Висмар на Балтийском море». Карточки печатались в литографии Мюнхена. Их можно было приобрести только у обер-стюарда на судне. Для того, чтобы регулярная почта приняла к дальнейшей пересылке карточки частной почты Баде, на них предварительно наклеивалась почтовая марка Норвегии.